# Spendenaffäre der Frankfurter SPD
Als Spendenaffäre der Frankfurter SPD werden die Auseinandersetzungen um einige Parteispenden an die SPD Frankfurt am Main Anfang der 1970er Jahre bezeichnet, die in einem zeitlichen Zusammenhang mit lukrativen öffentlichen Aufträgen standen. Der Verdacht der Korruption (die CDU-Opposition und Teile der Medien sprachen vom roten Filz) gilt als einer der Gründe für die massiven Verluste der SPD bei den Kommunalwahlen in Hessen 1977 und den Verlust der SPD-Mehrheit im Römer, dem Frankfurter Rathaus.

## Die Parteispenden
Der damalige Frankfurter Oberbürgermeister Rudi Arndt (SPD) hatte im Dezember 1972 im Römer eine Barspende über 200.000 DM des libanesischen Kaufmanns Albert Abela entgegengenommen. Albert Abela hatte zuvor, im Frühjahr 1972, die Konzession zum Betrieb von Tiefgaragen auf dem Flughafen Frankfurt Main beantragt. Am 8. September 1972 hatte der Aufsichtsrat der Flughafen AG dieser Konzession zugestimmt. Der Aufsichtsrat (dem auch Rudi Arndt angehörte) wurde von den Vertretern des SPD-Magistrats und der SPD/FDP-Landesregierung dominiert. Am 14. Dezember 1972 entschied die Flughafen AG, den Vertrag mit Abela aufzulösen. Stattdessen wurde ein neuer Vertrag mit besseren Konditionen mit der Firma "alpark" abgeschlossen, an der wiederum Abela beteiligt war.
Der Berliner Bauunternehmer Karsten Klingbeil hatte Anfang der 1970er Jahre Rudi Arndt Parteispenden von insgesamt 1,2 Millionen Mark in mehreren Raten übergeben. Auch Klingbeil hatte von einer Entscheidung der Flughafen AG profitiert. Er war der Bauherr des Sheraton-Hotels am Flughafen.

## Staatsanwaltliche Ermittlungen und Untersuchungsausschuss
Nachdem Strafanzeige wegen des Verdachtes auf Untreue gestellt worden war, führte die Staatsanwaltschaft Frankfurt Ermittlungen durch und entschied sich, kein Strafverfahren einzuleiten. Pikant hierbei ist, dass die Staatsanwaltschaften dem Hessischen Justizministerium unterstellt sind. 
In seiner 9. Sitzung der Wahlperiode setzte der Hessische Landtag am 23. April 1975 auf Antrag der CDU-Fraktion einen Untersuchungsausschuss ein, der die "Kenntnis von Mitgliedern der Landesregierung von einer Parteispende des Geschäftsmannes Albert Abela an die SPD im Zusammenhang mit der Konzessionsvergabe für die
Bewirtschaftung der Tiefgarage am Frankfurter Flughafen an dessen Firma" aufklären sollte. Später wurde der Untersuchungsauftrag um die Sheraton-Spenden erweitert.
Der Ausschuss unter Vorsitz von Otto Rudolf Pulch (FDP) (Mitglieder waren die Abgeordneten Karl Günther Kronawitter (SPD), Gert Lütgert (SPD), Albert Pfuhl (SPD), Rudi Rohlmann (SPD); Hartmut Nassauer (CDU), Adolf Roth (CDU), Wilhelm Runtsch (CDU), Dieter Weirich (CDU) und Otto Rudolf Pulch (FDP)) nahm im Frühjahr 1975 seine Arbeit auf, tagte 28 mal und hörte bis zu seiner letzten Sitzung am 14. Juli 1977 siebzehn Zeugen. Er legte (wie üblich) einen Bericht der Mehrheitsfraktionen SPD/FDP und einen Minderheitenbericht der CDU-Fraktion vor, die zu diametral unterschiedlichen Bewertungen kamen:
Die Mehrheitsfraktionen resümierten im Mehrheitsbericht, dass kein Zusammenhang zwischen den Spenden an die Frankfurter SPD und der Vergabe von Konzessionen am Rhein-Main-Flughafen habe bewiesen werden können. Der Bericht schrieb: "Die Verwendung der Spende ließ der Zeuge Abela im Ermessen des Zeugen Arndt. Dieser erklärte, dass er nicht sofort über die Annahme der Spende entscheiden könne und er das Geld vorläufig in Verwahrung nehmen wolle."
Allerdings rückte die FDP leicht von ihrem Koalitionspartner ab. FDP-Fraktionsvorsitzender Otto Wilke erklärte im Landtag, es sei wohl für alle Ausschussmitglieder mehr als überraschend gewesen, "wie weit im Bereich des Flughafens offensichtlich orientalische Bräuche die Szene beherrschen". Diese Bemerkung bezog sich insbesondere auf die Rolle eines Maklers aus dem Libanon namens Nagib Nahas. Dieser war jahrelang als Verhandlungspartner der Flughafen AG aufgetreten und hatte das Parkhausgeschäft vermittelt. Zwar hatte sich Nagib Nahas vor dem Untersuchungsausschuss so sehr in Widersprüche verwickelt, dass auch die Opposition dessen Aussage, er sei Zeuge der Vereinbarung gewesen, dass die Spenden als Gegenleistung für die Konzession vereinbart worden wären, nicht mehr für glaubwürdig hielt. Jedoch stieß die Zusammenarbeit der Flughafen AG mit Nagib Nahas auf breite Kritik. Der Sitzungsleiter, der SPD-Abgeordnete Albert Pfuhl fragte, wie eigentlich die Frankfurter Flughafengesellschaft dazu gekommen sei, Geschäftsbeziehungen mit Leuten zu unterhalten, deren Gebaren "mehr mediterranen Charakter" trage und "unseren Vorstellungen" nicht unbedingt entspreche. Flughafenchef Erich Becker verteidigte die Zusammenarbeit mit Nahas im Untersuchungsausschuss mit dem Verweis auf die verbesserte Ertragssituation des Flughafens.
Die CDU kam in ihrem Minderheitsvotum zu der Bewertung, „Die von der Ausschussmehrheit vorgenommene Würdigung der erhobenen Beweise ist unzulänglich.“ Die Ausschussarbeit hätte ergeben, dass Abela zwar das zahlenmäßig höchste, nicht aber das wirtschaftlich günstigste Angebot gemacht habe. Negativ sei vor allem die vereinbarte Zahlung der Konzessionsabgabe von zwanzig Millionen Mark in vier jährlichen Raten, ohne dass diese Zahlungen abgesichert gewesen seien. Als Konsequenz forderte die CDU den Rücktritts Beckers als Flughafen-Vorstandsvorsitzender. Daneben schrieb die CDU:
"Die gelegentlich dieser Untersuchung zutage getretenen Vorgabepraktiken der FAG sind mit den Gepflogenheiten, die für eine mit öffentlichem Kapital ausgestattete Aktiengesellschaft gelten müssen, nicht zu vereinbaren. Es kann nicht hingenommen werden, dass Vorstands- oder Aufsichtsratsmitglieder auch nur den Eindruck aufkommen lassen, sie seien für Spenden von Geschäftspartnern empfänglich. Auch dann, wenn die Hingabe einer Spende nicht auf eine genau zu bestimmende geschäftliche Handlung eines Aufsichtsrats- oder Vorstandsmitgliedes zielt, sondern lediglich allgemeines Wohlwollen zu erregen trachtet, kann die Annahme einer solchen Spende nicht als bedenkenlos erachtet werden."

## Wirkungen
1976 hatte der Helaba-Skandal den Rücktritt des hessischen Ministerpräsidenten Albert Osswald (SPD) am 3. Oktober 1976 zur Folge. Die Diskussion um die Spenden an die SPD Frankfurt trug gemeinsam mit diesem Vorkommnis dazu bei, in der Öffentlichkeit das Bild zu verstärken, dass die 30 Jahre währende Regierungszeit der SPD in Hessen (man sprach vom roten Hessen) anfällig für Vetternwirtschaft und Korruption geworden war. Auch wenn kein Nachweis erbracht werden konnte, dass die Spenden Gegenleistung für die Konzessionsverträge gewesen waren, so fiel das Schlagwort der CDU Hessen vom roten Filz auf fruchtbaren Boden. Die folgende Kommunalwahl 1977 wurde für die SPD zum Desaster. Landesweit brach sie ein. In Frankfurt erreichte die CDU die absolute Mehrheit, und Walter Wallmann (CDU) löste Rudi Arndt als Oberbürgermeister ab.
Am Flughafen selbst änderte sich nichts. Erich Becker blieb noch bis 1988 Vorstandsvorsitzender und schied als allseits geachteter Manager, ausgezeichnet mit dem großen Bundesverdienstkreuz, aus dem Amt.